# Freightliner Inspiration Truck
Der Freightliner Cascadia Inspiration ist ein autonomer LKW von Freightliner, einer Marke der Daimler Trucks North America. Seit Mai 2015 haben zwei LKWs dieser Art eine Lizenz für den Straßenverkehr in Nevada. Laut Daimler sind sie damit die ersten autonomen LKWs, die auf öffentlichen Straßen bewegt werden dürfen.
Der rund 26 Meter lange und über 30 Tonnen schwere LKW basiert auf dem US-Serienmodell Freightliner Cascadia Evolution, der mit dem Detroit Connect (bordeigenes Diagnose- und Flottenüberwachungssystem) und der Highway Pilot Technologie ausgestattet ist. Letztere umfasst Frontradar, eine Stereokamera sowie bewährte Assistenzsysteme (Abstands-Regeltempomat). Ein Tabletcomputer dient als Bedienungseinheit.
Daimler hat mittlerweile mit Mercedes Drive Pilot ein System für autonomes Fahren im kommerziellen Einsatz.